# Andrea Andreozzi
Mons. Andrea Andreozzi (* 25. srpna 1968 Macerata) je italský římskokatolický duchovní a biskup Fano-Fossombrone-Cagli-Pergola.

## Život
Narodil se 25. srpna 1968 v Maceratě.
Vstoupil do kněžského semináře ve Fermu. Po dokončení studií teologie a filosofie byl 26. října 1996 arcibiskupem Cletem Belluccim vysvěcen na kněze. Následně pokračoval ve studiu na Papežském biblickém institutu a Papežské univerzitě Gregoriana, kde získal doktorát z biblické teologie. Vykonával funkci farního vikáře u svatého archanděla Michaela v Monte Urano. Vyučoval na Istituto Teologico Marchigiano a Istituto Superiore di Scienze Religiose SS. Alessandro e Filippo ve Fermu.
Roku 2006 byl jmenován vicerektorem Almo collegio Capranica v Římě, kde strávil jeden rok. Od roku 2020 byl rektorem Papežského regionálního semináře v Assisi. Dne 3. května 2023 jej papež František jmenoval biskupem Fano-Fossombrone-Cagli-Pergola. Biskupské svěcení přijal 18. června z rukou arcibiskupa Rocca Pennacchia a spolusvětiteli byli biskup Armando Trasarti a arcibiskup Renato Boccardo.